# Imornefe Bowes
Imornefe „Morph“ Bowes (* 31. Mai 1976 in Glasgow) ist ein britischer Beachvolleyballtrainer.

## Karriere
Bowes spielte zunächst Volleyball in der Halle, wo er in Belgien beim Averbode Volleyball Club (1997/98) und beim Maldegem Volleyball Club (1998/99) aktiv war. Außerdem spielte er in der britischen Nationalmannschaft. Später wechselte Bowes zum Beachvolleyball und spielte hier von 2006 bis 2008 auch auf internationalen Turnieren.
Anschließend wurde Bowes Beachvolleyballtrainer. Bis 2012 war er Head Coach der britischen Beachvolleyballerinnen und danach bis 2016 Nationaltrainer der niederländischen Frauen, u. a. von Madelein Meppelink und Marleen van Iersel. Zwischen 2017 und 2021 war Bowes erstmalig Bundestrainer der deutschen Beach-Volleyballerinnen und trainierte dabei Laura Ludwig und Margareta Kozuch. Im Jahr 2023 kehrte er in die Position zurück und betreut das Duo Laura Ludwig und Louisa Lippmann.

## Privates
Bowes ist mit der deutschen Beachvolleyball-Olympiasiegerin Laura Ludwig verheiratet und hat mit ihr zwei Kinder.